# Бычкова, Маргарита Геннадьевна
Маргарита Геннадьевна Бычкова (также Лукина; род. 31 августа 1968) — российская актриса театра и кино. Заслуженная артистка Российской Федерации (2008), лауреат премии Золотой софит.

## Биография
Родилась 31 августа 1968 года.
Она окончила ЛГИТМиК в 1990 году, педагогом которого был Л. А. Додин, после чего работала в МТЮЗе.
В настоящее время является актрисой Санкт-Петербургского театра имени Веры Комиссаржевской и играет в театре «Русская антреприза» имени Андрея Миронова. Также Маргарита Геннадьевна Бычкова с 2017 года преподаёт актёрское мастерство в мастерской Е. Р. Ганелина в СПБГИКиТ.

## Творчество

### Роли в театре
МТЮЗ:
- «Двенадцать месяцев» (С. Я. Маршака)

Театр им. В. Ф. Комиссаржевской:
- «Безымянная звезда»
- «Ваал»
- «Вечер с бабуином»
- «Дон Жуан»
- «Мыльные ангелы»
- «Сон в летнюю ночь» (У.Шекспира)
- «Шут Балакирев»
- «Шесть блюд из одной курицы»
- Прикинь что ты бог
- Мизантроп
- Шизгара

### Фильмография
- 1977 — Строгая мужская жизнь
- 1991 — Лошадь, скрипка... и немножко нервно
- 1994 — Любовь, предвестие печали…
- 1994 — Бульварный роман
- 1998 — Блокпост — Глухонемая
- 1998 — Улицы разбитых фонарей — Алёна Чеботарёва — начальник кредитного отдела «Техпромбанка», подруга Стаса Угарова (1 сезон, 20-21 серии — «Подставка»)
- 1999 — В зеркале Венеры
- 2000 — Агент национальной безопасности — Галина, жена Фёдора Кравцова (2 сезон, 1 серия — «Гордеев узел»)
- 2000 — Выход
- 2000 — Четырнадцать цветов радуги —
- 2001 — Начальник каруселей
- 2001 — Тайны следствия — продавец мяса
- 2002 — Агентство «Золотая пуля» — Светлана Потапенко
- 2002 — У нас все дома
- 2003 — Женский роман — Мэри
- 2004 — Мангуст 2 — Сикорская
- 2004 — Ментовские войны — Нина
- 2005 — Пари — Диана Воронина
- 2005 — Подлинная история поручика Ржевского — Глафира Поликарповна
- 2005— Семья — секретарь губернатора
- 2005 — Убойная сила 6 — начальник жилконторы
- 2005 — Фаворит — Елизавета Воронцова
- 2006 — Морские дьяволы — Раиса
- 2006 — Прииск 2. Золотая лихорадка — Ирина Купцова
- 2007 — Кука — Вера
- 2007 — Опера. Хроники убойного отдела-3 — Барсукова
- 2008 — Гаишники — Екатерина Ерёменко
- 2008 — Любовь ещё быть может — Мила
- 2008 — Полторы комнаты, или Сентиментальное путешествие на Родину
- 2008 — Улицы разбитых фонарей 9 — Вера
- 2009 — Похороните меня за плинтусом — Галина Сергеевна
- 2009 — Правило лабиринта — Лида
- 2010 — Золотой капкан — Антонина Васильевна Веснина
- 2010 — Клуб счастья — ресторанный критик
- 2010 — Лиговка — Рита Коваль, стоматолог
- 2010 — Робинзон
- 2010 — Семейный дом — мама Света
- 2010 — Человек у окна — Люся
- 2011 — Retrum — Вера
- 2011 — Дорожный патруль 11 — Александра Сергеевна Архипенко, майор
- 2011 — Приставы — Васильева
- 2012 — Zолушка — мачеха Людмила, владелица мусорного бизнеса
- 2012 — Время Синдбада — «Синтия», агент ЦРУ
- 2012 — Патруль (Васильевский остров) — Зина
- 2012 — Белая гвардия — стенографистка
- 2012 — Тайны следствия — 12. Четыре женщины — Тамара Валиева
- 2013 — Крик совы — Тамара Захаровна Епифанцева, заведующая почтой
- 2014 — Сердце ангела — Воробьёва
- 2014 — Профессионал — Ирина Михайловна Кистерова, журналист
- 2015 — Норвег — менеджер
- 2015 — Семейный альбом — Неля
- 2016 — Следователь Тихонов — Рогнеда Трифоновна
- 2016 — Ледокол — Нина, соседка Петровых
- 2016 — Мажор 2(4 серия) — директор коллекторского агентства «Гиацинт»
- 2017 — Последняя статья журналиста — мать Димки
- 2017 — Невский. Проверка на прочность — Алла Чумакова, муниципальный депутат
- 2017 — Смертельный номер — Ада
- 2018 — Мельник — Вера Борисовна
- 2019 — Мёртвое озеро — гадалка на ТВ
- 2019 — Подкидыш — Ада Семёновна, гримёрша на киностудии
- 2019 — Лихач — Лидия Мамонова-повар в кафе у Моря
- 2019 — Анонимный детектив — Кира, бандерша
- 2019 — Тварь
- 2020 — Вдова — Зоя
- 2020 — Ментозавры — Жанна Михайловна Романова
- 2021 — Алиби — судья
- 2021 — Жена олигарха — жена мэра
- 2022 — Плотник — мать Осипова
- 2022 — Аксентьев — Елена Витальевна Караваева, директор школы
- 2023 — Сансара — соседка Андрея

## Награды и звания
- Медаль ордена «За заслуги перед Отечеством» II степени (9 августа 2019 года) — за большой вклад в развитие отечественной культуры и искусства, многолетнюю плодотворную деятельность[5].
- Заслуженная артистка Российской Федерации (17 марта 2008 года) — за заслуги в области искусства[6].
- Премия Золотой софит.